# 山王峠
山王峠 （さんのうとうげ）は、福島県南会津郡南会津町と栃木県日光市の境界にある峠。国道121号の山王トンネルが峠のほぼ直下、野岩鉄道会津鬼怒川線の山王トンネルが峠の西側を通っている。

## 概要

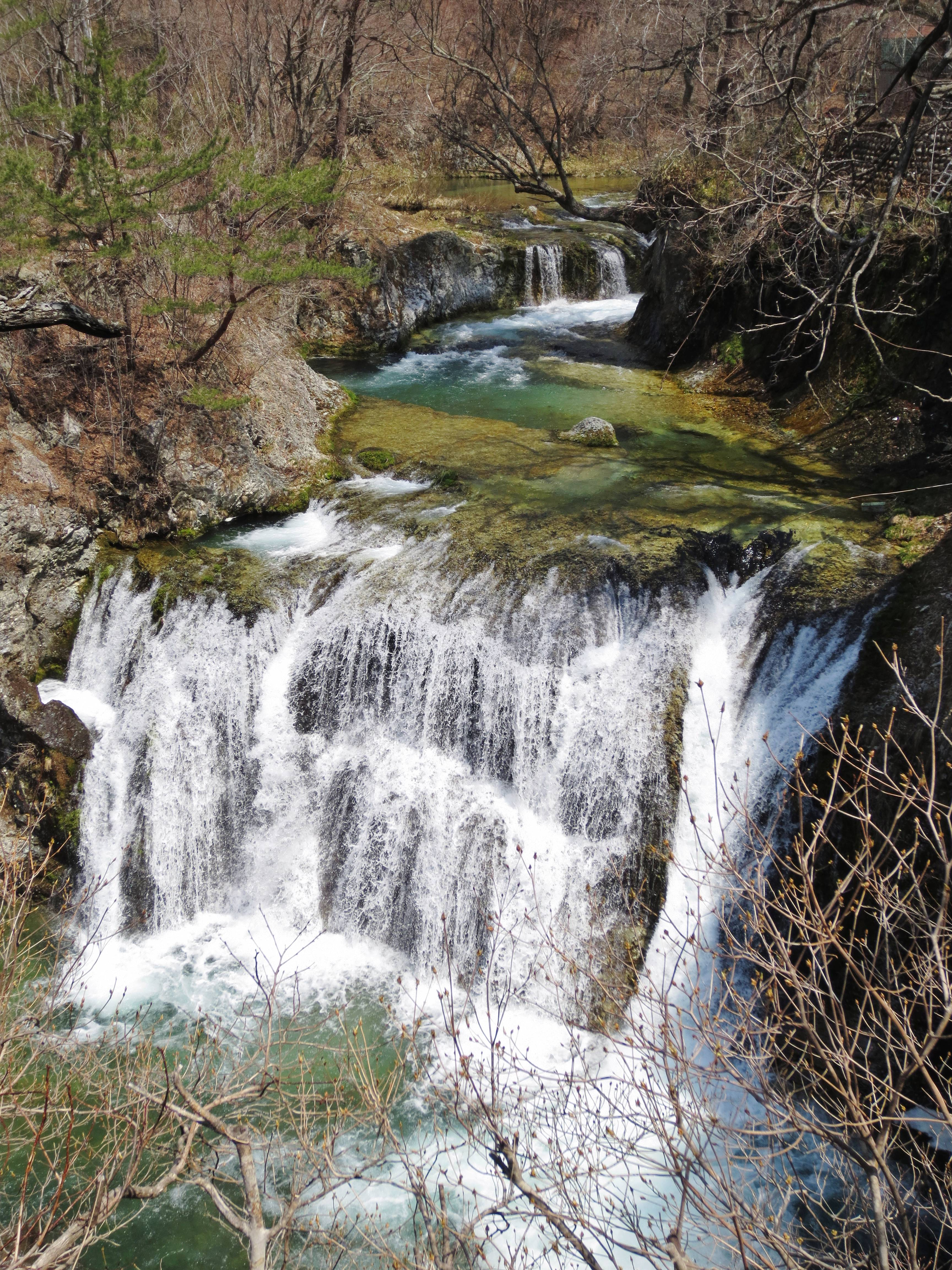
山王峠南側にある不動滝（男鹿川）

江戸時代、陸奥国会津若松と下野国今市を結ぶ下野街道（会津西街道）が経由していた。後身の明治時代に三島通庸によって改修された会津三方道路も当峠を経由したほか、現在の国道121号も当峠を経由している。ただし、野岩鉄道会津鬼怒川線は山王トンネルで県境を越えるものの、山王峠付近は通らず、山王峠の西側を通過している。周辺は帝釈山脈と呼ばれる山脈となっており、本峠の交通路は山王川、男鹿川などによって発達した谷などに沿っている。

### 旧道山王峠
前述の会津三方道路がもとであるが、現在は車両通行止めとなっている。

### 現道山王峠
1980年（昭和55年）に国道121号の山王トンネル開通に合わせ、新たに開通した道路で、山王バイパスとも呼ばれる。阿賀川（大川）上流の山王川を山王大橋で渡るほか、前述の山王トンネルなどを経由し、福島県と栃木県を結ぶ。

## 歴史

### 中世〜近世
前述のように、当時陸奥国会津若松と下野国今市を結んでいた下野街道（会津西街道）が当峠付近を経由していた。また、保科氏の時代などでは参勤交代でも経由をしていた。「新編会津風土記」では本峠付近を険路だと記している。この時期、峠周辺に人家が無かったため、山王茶屋と呼ばれる茶屋が建てられた。これは休憩所として設けられたもので峠の田島側に設置されている。

### 近代
明治時代に三島通庸によって改修された会津三方道路の野州街道が本峠を終点として整備された。開通式では三条実美などを乗せた人力車が通ったとされる。また、その後に三島が栃木県令として整備した塩原街道と接続した。

### 現代
前述のような経緯のため、会津三方道路の後身にあたる、福島県会津地方と栃木県を結ぶ国道121号も本峠付近を経由している。現在は山王トンネルなどの開通により、近代的な道路で峠付近を通過する。

## その他
- 山王峠の北側には道の駅たじまが存在している。